# Islam auf Sansibar
Der zu Tansania gehörende Sansibar-Archipel ist im Gegensatz zum tansanischen Festland überwiegend vom Islam geprägt. Im 19. Jahrhundert galt das durch die omanische Bū-Saʿīd-Dynastie geschaffene Sultanat von Oman und Sansibar als eine der führenden Seemächte im Indischen Ozean. Nach der Teilung in das Sultanat Oman und das Sultanat Sansibar blieb Sansibar bis zur sogenannten Sansibarrevolution 1964 eines der bedeutenden Zentren des ostafrikanischen Islams. Nach der Revolution wurde seitens der neuen Regierung unter Führung von Präsident Abeid Amani Karume versucht, die Insel zu säkularisieren.

## Geschichte
Erste Muslime erreichten Sansibar möglicherweise schon zu Zeiten des umayyadischen Kalifen ʿAbd al-Malik, der von 685 bis 705 regierte. Diese stammten mutmaßlich aus dem Südwesten der arabischen Halbinsel. Auch aus den Gebieten des heutigen Iraks, Irans sowie der Levante und Indien wanderten Muslime nach Sansibar ein. Sansibar ist demnach seit über 1300 Jahren mit dem Islam verbunden. Die erste Moschee im Archipel wurde im 8. Jahrhundert in der Ortschaft Mtambwe auf der zweitgrößten Insel Pemba gebaut. Zudem wurden dort Münzen des Dīnār-Typs gefunden, der seit dem 8. Jahrhundert in der islamischen Welt verbreitet war. Auf der Unguja vorgelagerten Insel Tumbatu finden sich Reste von Moscheen, deren Geschichte auf das zweite islamische Jahrhundert zurückgehen.

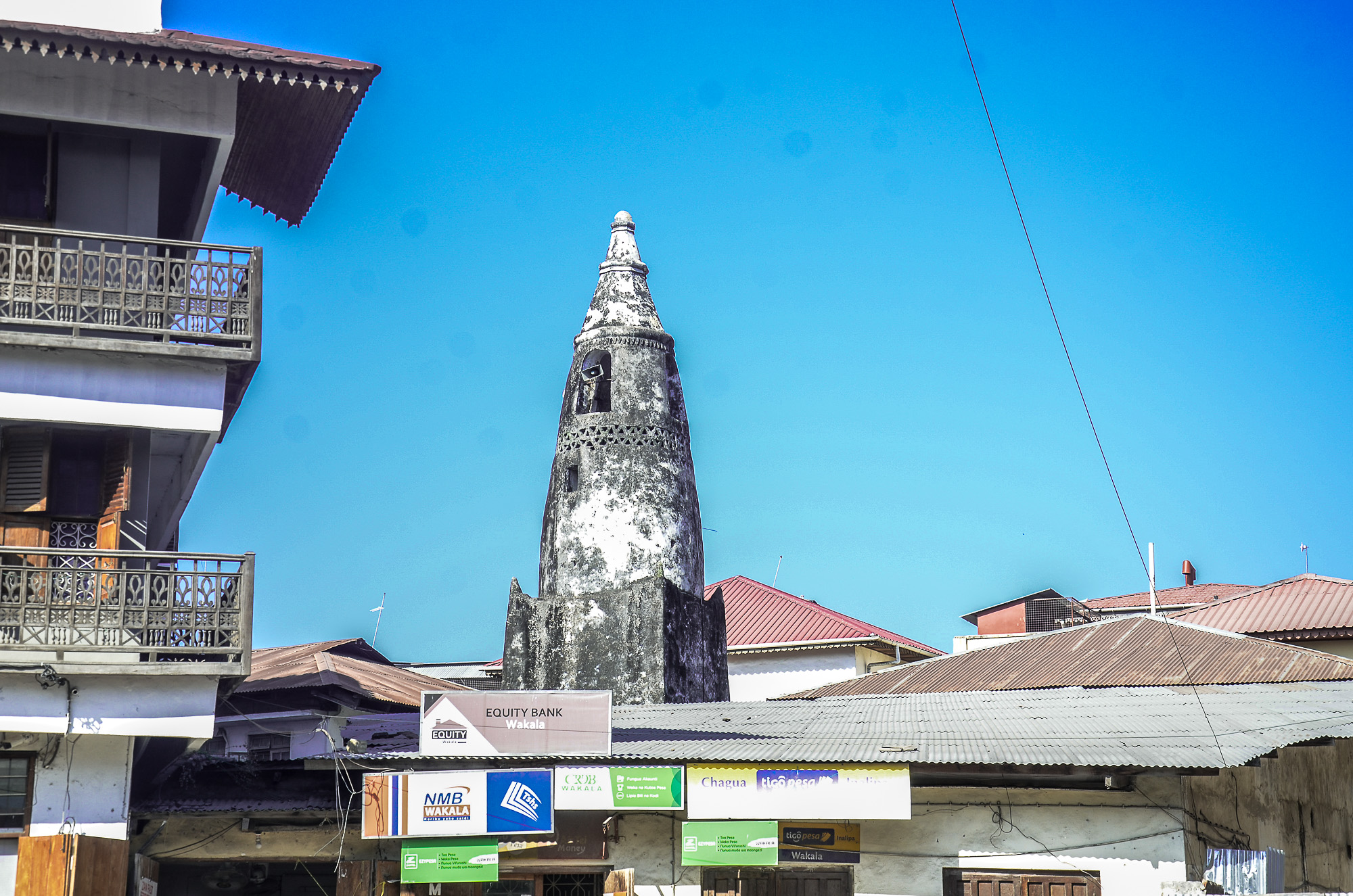
Die Bamnara-Moschee in Stonetown gilt als eine der ältesten Moscheen in der Hauptstadt von Sansibar.

1499 besuchte Vasco da Gama Sansibar. Das christliche Portugal kontrollierte im 16. und 17. Jahrhundert weite Bereiche des Indischen Ozeans. Die portugiesische Kolonialmacht versuchte auch Sansibar zu christianisieren und zerstörte alte islamische Kulturgüter.
Bis zur britischen Protektoratszeit galt Sansibar als das führende Zentrum der Muslime in Ostafrika. Dies lag vor allem daran, dass sich vor der Grenzziehung der Kolonialmächte die meisten der dortigen Muslime im sansibarischen Einflussbereich befanden. Der Sultan ernannte die jeweiligen islamischen Richter. Dabei galt der oberste Qādī als die höchste islamische Autorität an der Swahiliküste. Die Richter waren zumeist gleichzeitig Lehrer und verfassten Werke zu verschiedenen islamischen Themen.
Nachdem Sansibar 1872 von einem Zyklon getroffen wurde, der fast alle Handels- und Kriegsschiffe zerstörte, verlor das Sultanat seine Stellung und gelangte vermehrt unter den Druck der europäischen Kolonialmächte. Im November 1890 wurde schließlich das gesamte Staatsgebiet britisches Protektorat. Unabhängigkeitsbestrebungen im Jahr 1896 wurden seitens der Briten im 38 Minuten andauernden britisch-sansibarischen Krieg niedergeschlagen. Sansibar blieb bis zum 10. Dezember 1963 unter britischer Kontrolle. Am Anfang der britischen Kolonialzeit, als das Deutsche Reich und das Vereinigte Königreich in Ostafrika konkurrierten, wurden verschiedene islamische Gelehrte des Landes verwiesen. Die britischen Beamten auf Sansibar vermuteten, dass diese ʿUlamā' den Deutschen Informationen vermittelt oder anderweitig Verrat begangen hätten.
Nach der Revolution von 1964 waren die meist aus dem Hadramaut und den Komoren stammenden Gelehrten ohne große Macht. Der neue sansibarische Präsident Karume versuchte ihren Einfluss möglichst gering zu halten und lehnte eine Zusammenarbeit mit den ʿUlamā' ab. Nachdem ab 1972 wieder Religionsunterricht angeboten wurde, erteilten diesen nicht die Mitglieder der alten religiösen Elite, sondern neue, hauptsächlich aus Ägypten und dem Sudan stammende, moderne Gelehrte. Unter dem tansanischen Präsidenten Ali Hassan Mwinyi seit Mitte der 1980er Jahre wurde die Religion wieder ein Thema des öffentlichen Diskurses in Tansania und im Speziellen auch auf Sansibar. Es wurden wieder islamische Buchhandlungen und Universitäten eröffnet, Personen schlossen sich islamischen Gruppierungen an und auch Daʿwa wurde wieder betrieben.
Nachdem sich 1988 die damalige Vorsitzende der Association of Tanzanian Women Sofia Kawawa dafür ausgesprochen hatte, das islamische Eherecht, das nach ihrer Ansicht die Frau diskriminiert, durch ein neues Gesetz zu ersetzen, erlebte die Insel die ersten religiös-begründeten Unruhen seit der Revolution. Ali Hassan Mwinyi, der Kawawas Forderung unterstützte, wurde scharf kritisiert. Ihm wurde unter anderem vorgeworfen, dass er Christen zu viele Rechte gewähren und gleichzeitig die islamischen Scheiche auf Sansibar unterdrücken würde. 2001 wurde der Nachtclub „New Happy Lodge“ durch eine Explosion beschädigt, die als Zeichen gegen den öffentlichen Konsum von Alkohol verstanden werden sollte. 2004 wurden weitere Anschläge verübt, die jedoch bis auf ein abgebranntes Auto keinen nennenswerten Schaden verursachten.
Nach dem Tod des tansanischen Präsidenten John Magufuli im März 2021 übernahm die ihm seit 2015 als Vizepräsidentin dienende Samia Suluhu Hassan das Amt für die restliche Amtszeit bis 2025. Hassan wurde 1960 im Sultanat Sansibar geboren. Sie ist die erste Frau in diesem Amt und die erste muslimische und hidschābtragende Präsidentin eines afrikanischen Landes. Zudem gibt es mit ihr zum ersten Mal ein aus dem halbautonomen Sansibar stammendes Staatsoberhaupt.

## Islamische Gruppierungen

### Die ibaditische Gelehrsamkeit
Ibaditische Gemeinden sind auf Sansibar seit der Zeit des Sultans Said ibn Sultan in größerem Maße nachzuweisen. Dieser rief nach seiner Auswanderung nach Sansibar ibaditische und sunnitische Gelehrte dazu auf, die Insel zu ihrer Heimat zu machen. Der Gelehrte Nāsir ibn Abī Nabhān (1778–1847), der zusammen mit Sultan Saʿīd ibn Sultān nach Sansibar zog, galt zu seiner Zeit als der führende Denker der omanischen Ibaditen. Neben einigen bekannten Büchern, die er noch im arabischen Teil des Sultanats schrieb, verfasste er mit der sechsteiligen Enzyklopädie zu Fiqh und Theologie mit dem Titel al-ʿIlm al-mubīn wa-l-ḥaqq al-yaqīn („Das klare Wissen und die bestimmte Wahrheit“) sein bedeutendstes Werk auf Sansibar. Diese Enzyklopädie berichtet unter anderem über ein gemeinsames Treffen zwischen Gelehrten verschiedener Rechtsschulen und über einen starken Einfluss eines schiitischen Gelehrten auf die sansibarische Regierung. In as-Sirr al-ʿalī fī ḫawāṣṣ an-nabāt as-sawāḥilī („Das hohe Geheimnis in der Charakteristik der Swahili-Pflanzen“) beschäftigte sich Ibn Abī Nabhān mit der Flora auf Sansibar und ihrem Gebrauch im wissenschaftlichen und medizinischen Sinne, da die Pflanzen als Gegengift bei Schlangenbissen oder zur Austreibung von Dschinn genutzt wurden. Er beschrieb ebenfalls, wie Pflanzen in einem der Religion entgegenstehenden Sinne verwendet wurden wie beispielsweise zur Potenzstärkung oder zu magischen Zwecken. Nāsir ibn Abī Nabhān erklärte, dass es am Ende Gott ist, der über Gesundheit und Krankheiten entscheidet. Seine Beziehung zu Sultan Saʿīd soll anfangs schwierig gewesen sein, später bestand ein Vertrauensverhältnis zwischen den beiden, so dass der Gelehrte dem Sultan auch als persönlicher Berater diente.
Ein Putschversuch seitens des späteren Sultans Barghasch gegen seinen als Sultan amtierenden Bruder Mādschid ibn Saʿīd 1859 schlug fehl. Unterstützer wurden nach Indien und zurück nach Oman ins Exil geschickt. Einer von ihnen war Sālih ibn ʿAlī, ein ibaditischer Gelehrter, der 1868 ʿAzzān bin Qais in Oman bei der Errichtung seines Imamats unterstützte. Generell scheint die Unterstützung der Imamatsbewegung innerhalb der omanischen Bevölkerung auf Sansibar zu dieser Zeit stark gewesen zu sein, insbesondere bei denjenigen, die auf Pemba lebten. Sultan Hamad bin Thuwaini ließ eine Delegation unter Führung von Sālih ibn ʿAlī zum Imam in Nizwa schicken, um eine Wiedervereinigung zu planen und gegen den omanischen Sultan Faisal ibn Turkī zu putschen. Dieser Versuch scheiterte.
Sultan Barghasch ibn Saʿīd war sehr bestrebt, das Ibaditentum gegen die Ansprüche der Schafiiten zu verteidigen: Er gründete eine Druckerei, um die ibaditische Gelehrsamkeit zu fördern und ließ Personen bestrafen, die zum Sunnitentum konvertierten. Dennoch entwickelte sich in dieser Zeit ein reger Austausch zwischen Ibaditen und Sunniten. Viele der neuen ibaditischen Gelehrten kamen um die Jahrhundertwende aus Oman nach Sansibar und unterrichteten die einheimischen Sunniten in der arabischen Sprache. Im Gegenzug lernten die ibaditischen Gelehrten bei ihren schafiitischen Kollegen Inhalte sunnitischer Werke und des Sufismus kennen. Der spätere sunnitische Qādī ʿAbdallāh Sālih al-Fārsī verglich Sultan Barghasch mit Hārūn ar-Raschīd und beschrieb ihn als den größten Sultan der Bū-Saʿīd-Dynastie. Gleichzeitig verglich er ihn mit Hārūns Sohn al-Ma'mūn, der sich wie Barghasch mit vielen Gelehrten traf und diejenigen wegsperren ließ, die einer anderen islamischen Glaubensrichtung angehörig waren. Unter ihnen waren ʿAlī ibn Chamīs, ʿAbdallāh al-Mazrūʿī und ʿAbd al-ʿAzīz al-Amawī. Abū Muslim al-Bahlānī war bis 1907 oberster ibaditischer Qādī auf Sansibar. Auch wenn viele omanischstämmige Ibaditen Rat bei sansibarischen Muftis suchten, so gab es auch regelmäßigen Kontakt und Fragen in Richtung des alten Heimatlands. Dies war vor allem in der Kolonialzeit der Fall, als sich Fragende sorgten, dass der britische Einfluss auf Entscheidungen zu groß werden könnte.

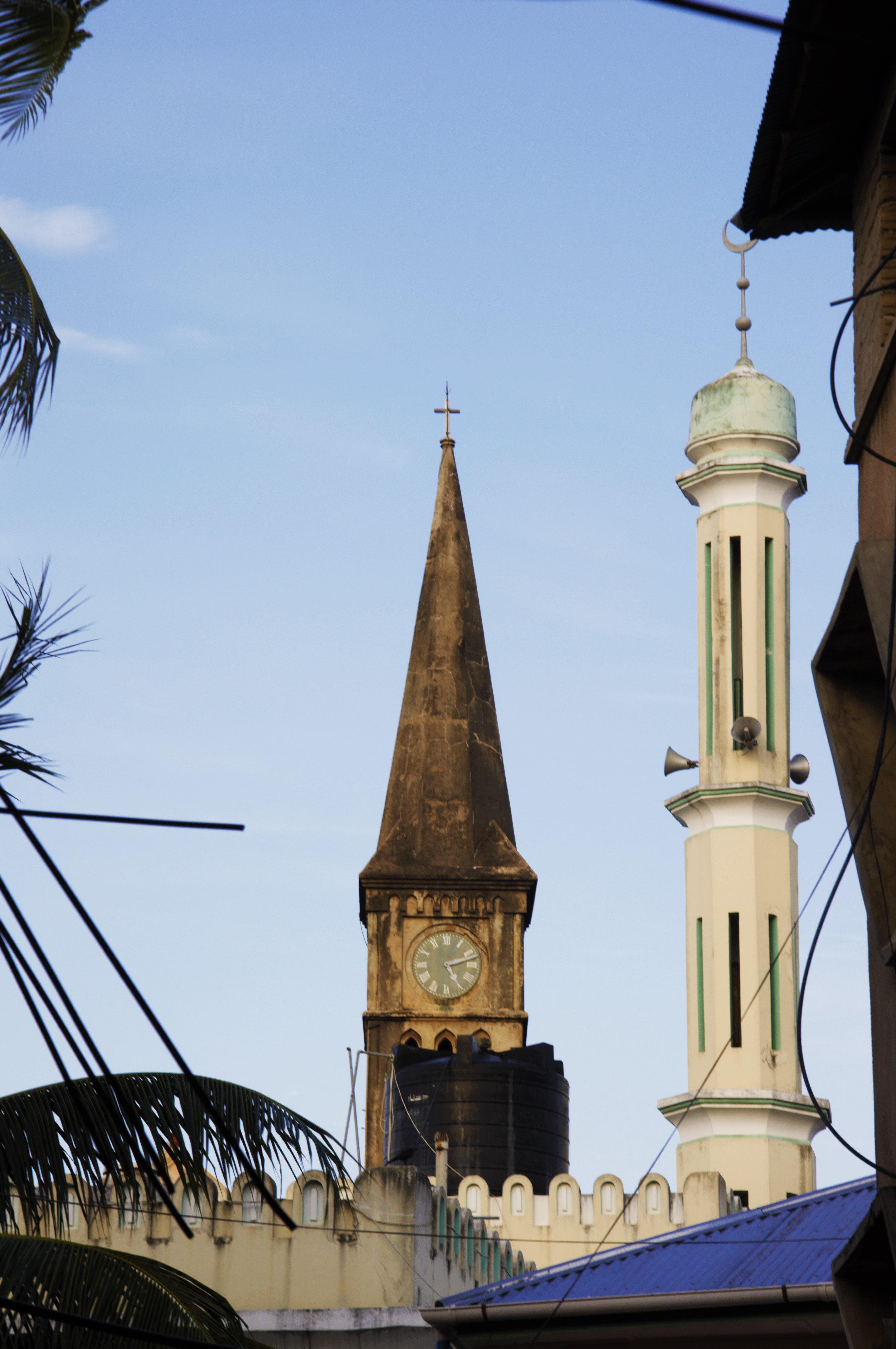
Ein beliebtes Fotomotiv in Stonetown, die anglikanische Christ Church direkt neben der Jibril-Moschee.

Als einer der heutzutage wichtigsten sansibarischen Islamgelehrten gilt der omanische und damit auch ibaditische Großmufti Ahmad al-Chalīlī, der 1942 auf Sansibar geboren wurde und im Zuge der Sansibarrevolution 1964 die Insel in Richtung der Heimat seiner Vorfahren verließ.

### Die sunnitische Gelehrsamkeit
Zu den bedeutenden sunnitischen Gelehrten des 19. Jahrhunderts auf Sansibar gehörte Muhyī d-Dīn al-Qahtānī (1788–1869), der aus Somalia stammte. In Baraawe geboren, arbeitete Muhyī d-Dīn zunächst in Mombasa, um anschließend Sultan Saʿīd als Qādī zu dienen. Er war in weiten Teilen Ostafrikas sehr angesehen und wurde vom Sultan als Mediator in verschiedene Regionen geschickt, um dort bestehende Streitigkeiten beizulegen. Außerdem wirkte er als Autor verschiedener Bücher über islamische Wissenschaften und einer einführenden arabischen Grammatik. Auch verfasste er Poesie auf Arabisch und Swahili. Scheich Sulaimān Hayāt (starb 1875), der als indischer Khoja von der Schia zum Sunnitentum konvertierte, erbte von Scheich Muhyī d-Dīn das oberste sunnitische Qādī-Amt auf Sansibar. Viele Schüler von Scheich Muhyī d-Dīn wechselten nach seinem Tod zum aus den Komoren stammenden Scheich Fādil ibn ʿAlī, der ebenfalls bei ihm gelernt hatte. Aufgrund von Streitigkeiten mit seinen Schülern, die seine Madrasa in zwei Lager (Inyamwatswa Pirusa und Inya Fuambaa) spaltete, wurde Fādil später von Sultan Barghasch zusammen mit einigen seiner ebenfalls aus den Komoren stammenden Schülern zurück auf die komorische Hauptinsel Grande Comore geschickt. Auch dort ging er seiner Lehrtätigkeit weiter nach. Seinen Lebensabend verbrachte Scheich Fādil bis zu seinem Tod im Jahr 1885 als Qādī auf Anjouan. Ein weiterer Schüler von al-Qahtānī war ʿAbd al-ʿAzīz al-Amawī (1838–1896). Er wurde zu Beginn der britischen Protektoratszeit festgenommen, nachdem ihm eine zu enge Beziehung mit dem Deutschen Reich vorgeworfen worden war. Zu Al-Amawīs Schülern gehörten viele spätere sansibarische Qādīs, etwa Ahmad ibn Salīm, der als Imam und Qādī des Schatiri-Stammes wirkte. Vom späteren Sultan Mādschid wurde er als wālid (Vater) angesprochen.
Trotz der Strafen, die Sultan Burghash Ibaditen androhte, die zum Sunnitentum konvertierten, gab es einzelne Personen, die diesen Weg beschritten. Ein Beispiel ist der Ibadit ʿAlī ibn Chamīs al-Barwānī (1852–1885), der beim omanischen Scheich Chamīs al-Chasībī gelernt hatte. Es wird eine sehr enge Beziehung zwischen den beiden beschrieben. Wie sein Lehrer galt Scheich ʿAlī als Sprachentalent und schrieb nach der Einrichtung der oben erwähnten ibaditischen Druckerpresse Lobeshymnen auf Sultan Barghasch. Beide wurden im Laufe der Zeit enge Vertraute, zwischenzeitlich wohnte der Scheich mit im Sultanspalast. ʿAlī kam in dieser Zeit mit Scheich Muhammad ibn Sālih al-Fārisī in Kontakt, der unter anderem in Mekka studiert hatte. Scheich ʿAlī schloss sich daraufhin dem Sunnitentum an, Sultan Barghasch ließ ihn verhaften und versuchte ihn davon überzeugen, zur Ibādīya zurückzukehren, aber es gelang ihm nicht. Daraufhin wurde er ins Exil nach Oman geschickt. Einige Zeit später musste er nach Sansibar zurückkehren und wurde erneut in Haft genommen. Um freigelassen zu werden, musste er vor Sultan Barghasch schwören, dass er zu seinem ursprünglichen Glauben zurückkehrte. Nach Absprache mit Scheich Muhammad ibn Sālih, der ihn ermunterte dies zu tun, aber nur mit der Zunge, nicht mit dem Herzen zu sprechen, leistete er seinen Eid ab und wurde freigelassen. Bis zu seinem frühen Tod im Jahre 1885 blieb er dem Sunnitentum treu.
Einer der bedeutendsten sunnitischen Gelehrten nach ihm war Ahmad ibn Sumait (1861–1925), der über vierzig Jahre Qādī und später auch oberster Mufti des Sultanats von Sansibar war. Er entstammte einer hadramitischen Familie und wurde auf den Komoren geboren. Ahmads Vater, Abū Bakr, war am Ende der Regierungszeit von Sultan Mādschid bin Saʿīd Qādī in Sansibar gewesen. Ahmad wurde damit quasi in sein späteres Amt hereingeboren, welches er von 1883 bis 1886 und von 1888 bis zu seinem Tode 1925 ausübte. Anschließend übernahm diese Positionen sein Sohn ʿUmar (1886–1976), der nach der Revolution als Qādī auf den Komoren wirkte. Von Ahmad ibn Sumait, ʿAbdallāh Bā Kathīr al-Kindī und ihren Schülern bzw. Söhnen, erhielten alle ʿUlamā' der späten Kolonialzeit ihre Idschāza. Zu ihren Schülern gehörte auch der spätere Qādī Sansibars und Kenias, ʿAbdallāh Sālih al-Fārisī, der als führender Gelehrter Sansibars in der späten Kolonialzeit gilt.

### Schiiten
Die auf Sansibar verbreitete Zwölfer-Schia besteht aus Anhängern unterschiedlicher Herkunft. So zählen Khojas aus Indien zu ihren Mitgliedern, aber auch aus dem Iran und von der arabischen Halbinsel wanderten im Laufe der Jahrhunderte Schiiten nach Sansibar aus – insbesondere seit 1840. Großen Einfluss auf die sansibarischen Schiiten hatte Mullā Qādir Husain, der als Lehrer verschiedener dort aktiver Persönlichkeiten galt. Sansibar gilt als erstes Zentrum der Zwölfer-Schia in Ostafrika, von dort aus verbreitete sie sich in weitere Gebiete dieser Region. Ein bekanntes Mitglied der Zwölfer-Schia-Community war General Kalb-e-Ali Khan, der, bevor er in der sansibarischen Armee diente, auch im persischen Militärwesen aktiv gewesen ist. Nach seinem Tod entstand eine Grabanlage nahe der Ortschaft Kwakahni, in der verschiedene aus dem Irak und Iran stammende Gelehrte begraben wurden. Er ließ auch das erste Gebäude für die Zwölfer-Schia auf Sansibar bauen.
Im Zuge der Eröffnung des britischen Konsulats auf Sansibar im Jahr 1841 zogen auch einige indischstämmige ismailitische Bohras nach Ostafrika, da sich die Gruppe Schutz und Unterstützung der Briten im Umgang mit den omanischen Arabern vor Ort erhoffte. Die Bohra-Community spielte für die Wirtschaft eine wichtige Rolle, viele brachten auch ihre Familie mit nach Sansibar und siedelten sich ähnlich wie die Khojas dauerhaft auf Sansibar an. Khojas und Bohras lebten relativ abgeschieden und hatten jeweils eigene Moscheen. Die Bohragemeinschaft gilt als konservativ. Mitglieder sollten aus ihrer Sicht nur innerhalb der Gemeinschaft heiraten, andernfalls droht der Familie ein Ansehensverlust.
Laut einem im Jahr 2002 durchgeführten Zensus auf Sansibar waren etwa 2000 Einwohner asiatischen Ursprungs, von denen die Mehrheit schiitischen Glaubens war. Dabei wurden etwa 600 der Zwölfer-Schia, 500 den Bohras und 120 den sonstigen Ismailiten zugeordnet.

### Sufi-Orden
Die Qādirīya gilt seit dem späten 19. Jahrhundert als führende Tarīqa Ostafrikas. Es gibt verschiedene Berichte über den Anfang dieses Ordens in Sansibar. Zum einen wird berichtet, dass Scheich Husain ibn ʿAbdallāh al-Muʿīn den Orden im Jahr 1875 nach Sansibar brachte. Sein Freund ʿAlī ibn ʿUmar asch-Schīrāzī, der auf Tumbatu geboren wurde, sorgte für seine starke Ausbreitung im Norden Ungujas, sodass er sich zum führenden Orden Sansibars entwickelte. Auf seiner Heimatinsel baute Scheich ʿAlī eine Moschee, um die Praktiken dieser Tarīqa zu lehren. Er galt auch als Kalif dieses Ordens. Sein Grab in Sansibar-Stadt wird weiterhin von vielen Anhängern aufgesucht. Zum anderen war der somalische Scheich Uwais ibn Muhammad al-Barāwī (1847–1909) für die Einführung der Qādirīya wichtig. Er besuchte 1884 auf Einladung von Sultan Barghasch das Sultanat und war anschließend mehrere weitere Male auf der Insel. Seine Reisen führten durch eine Vielzahl an Neueintritten zur Stärkung der Uwaisīya, dem nach ihm benannten Zweigorden der Qādirīya.
Tāhir al-Amawī, der in den 1930er Jahren als sunnitischer Vertreter in der Waqf-Kommission diente und ein Verwandter ʿAbd al-ʿAzīz al-Amawīs war, gehörte ebenfalls der Qādirīya an, hatte gleichzeitig aber enge Kontakte zur ʿAlawīya. In den vergangenen Jahrzehnten zeichneten sich einzelne aktive Gruppen dieses Ordens durch die Verwendung von Swahili anstelle des Arabischen in ihren religiösen Riten aus. Eine Besonderheit der Qādirīya ist, dass es bei ihr auch Frauen gibt, die den Titel des Kalifen des Ordens erreicht haben, o Bi Mwanaalama, die Frau von Scheich ʿAlī ibn ʿUmar asch-Schīrāzī. Sie organisierte verschiedene religiöse Aktivitäten in ihrem Haus. Eine weitere Kalifin namens Bi Amīna Mjanakheri unterrichtete in den 1950er-Jahren Schülerinnen aus verschiedenen Bereichen des Archipels und Ostafrikas. Neben diesen beiden gibt es eine ganze Reihe weiterer weiblicher Kalifen dieser Tarīqa.
Weitere auf Sansibar bekannte sufische Orden sind die hadramitische Tarīqa ʿAlawīya, der Ahmad ibn Sumait und ʿAbdallāh Bā Kathīr al-Kindī angehörten, die ʿAskarīya, die Dandarāwīya, die Naqschbandīya, die Rifāʿīya sowie die Schādhilīya. Letzterer war der im 19. Jahrhundert verbreitetste Orden auf Sansibar, dem vor allem komorischstämmige Muslime angehörten. Unter seinen Mitgliedern war Scheich Muhammad ibn Ahmad al-Maʿrūf der bekannteste Vertreter. Er lebte ab 1884 in Sansibar-Stadt. Die ʿAskarīya gilt als eine 1890 auf Sansibar gegründete Nebenlinie der Schādhilīya. Die Rifāʿīya und die Naqschbandīya wurden mutmaßlich durch indische Händler auf Sansibar eingeführt.

### Neue radikale Gruppierungen

#### Ansār as-Sunna
Seit Mitte der 1980er-Jahre, einer Zeit, zu dem sich die Insel wirtschaftlich öffnen und den Tourismus fördern wollte, ist die Gruppierung Ansār as-Sunna auf Sansibar aktiv, die keinesfalls mit der im Irak aktiven Gruppierung gleichen Namens verwechselt werden darf. Seit Ende der 1990er Jahre brachte sie verschiedene Veröffentlichungen heraus, in denen sie unter anderem Werbung für und den Verkauf von Alkohol kritisierte. Weitere angesprochene Themen waren die steigende Anzahl an Neueröffnungen von Bars, der Drogenkonsum und Homosexualität. Es wurde außerdem ein Verbot von Schönheitswettbewerben, die offiziell ohnehin schon seit 1973 verboten waren, gefordert. Umgesetzt wurde dieses Gesetz offensichtlich nie. Ansār as-Sunna fürchtet die Christianisierung Sansibars und stellte 2002 die Theorie auf, dass es seitens der Regierung einen Plan gebe, Kirchen und Hotels anzuzünden, um Muslime dafür verantwortlich zu machen und sie anschließend wegsperren zu können. Der katholischen Kirche wurde vorgeworfen, Sansibar unter ihre Kontrolle bringen zu wollen.
Das 2001 neu geschaffene Amt des Muftis wird seitens der Ansār als staatlicher Versuch interpretiert, die islamische Deutungshoheit für sich zu gewinnen und mit seinen Entscheidungen Druck auf die Muslime auszuüben. Das Amt sei nur deshalb geschaffen worden, so die Gruppierung, um die unislamischen Entscheidungen der Regierung islamisch legitimieren zu können. Den ersten postrevolutionären Präsidenten Sansibars, Abeid Amani Karume, verehren die Ansār dagegen und nannten ihn immer wieder als ein Beispiel für gute Moral.
In der Literatur wird die Gruppe teils auch als eine Art Bewegung verstanden, da sie kein Hauptquartier und keinen offiziellen Führer hat. Ziele sind die Rückkehr zu den ursprünglichen islamischen Quellen – dem Koran und der Sunna. Den Sufismus lehnt die Gruppe ab, insbesondere auch die auf Sansibar weit verbreiteten Feierlichkeiten während des Prophetengeburtstags. Es bleibt auch in der sansibarischen Öffentlichkeit unklar, inwieweit die Gruppe wahhabitisch oder salafistisch geprägt ist. Personen bekennen sich häufig nicht dazu, Anhänger der Ansār zu sein. Dies macht es schwierig, die tatsächliche Größe der Gruppe einzuschätzen.

#### Uamsho (JUMIKI)
Uamsho, eigentlich Jumuiya ya Uamsho na mihadhara ya kiislam („Gesellschaft für islamische Wiederbelebung und Verkündigung“; JUMIKI) ist eine sansibarische NGO, die sich offiziell für die Einheit und Rechte der Muslime auf Sansibar einsetzt. Sie wurde in den späten 1990er Jahren als Antwort auf die Zunahme öffentlicher evangelikaler Predigten gegründet und 2002 als NGO registriert. Uamsho bot öffentliche Vorlesungen über den Islam an. Die Gruppe ist aber auch für ihre deutliche Kritik an der Regierung bekannt und beriet Einzelpersonen über ihre Rechte im Rahmen der Religionsfreiheit (Art. 19 der Verfassung). Uamsho sieht den Grund für den „Werteverfall“ auf der Insel im Missmanagement der Regierung.
Gleichzeitig steht die Gruppe im Verdacht, verantwortlich zu sein für zwei Säureattacken gegen den Sekretär des Muftis, Scheich Fadhil Soraga, im Jahre 2012 und gegen zwei britische junge Frauen, die auf Sansibar einen Freiwilligendienst absolvierten, im Jahre 2013. Die Gruppe, die auch Sansibars Autonomie fordert, ist seit 2011 auch politisch aktiv. Öffentliche Kundgebungen in Form von Predigten und Koranrezitationen erreichten ein großes Publikum. 2012 kam es zu gewalttätigen Auseinandersetzungen zwischen Uamsho-Anhängern und der Polizei. Dabei wurden auch drei Kirchen angezündet. Zur gleichen Zeit wurden auf der Insel weitere Anschläge auf die christliche Minderheit verübt, bei denen ein katholischer Priester seinen Schussverletzungen erlag und ein weiterer schwer verletzt überlebte. Uamsho-Anführer Scheich Farid Hadi Ahmed forderte eine Kleiderordnung für Touristen und eine Einschränkung des Alkoholkonsums und bekräftigte die Forderung nach sansibarischer Unabhängigkeit. Im Zuge der gewaltsamen Auseinandersetzungen verschwand Scheich Farid im Herbst 2012 für drei Tage. Dabei behauptet Uamsho, dass ihr Anführer von der Polizei gewaltsam entführt worden sei. Die Polizei erklärte hingegen, dass Uamsho hinter dem Vorgang stecke, damit Spannungen verstärkt werden. Diese drei Tage wurden von weiteren Auseinandersetzungen überschattet.
Die Führungsriege der Organisation wurde Ende 2012 unter anderem wegen Anstiftung zur Gewalt und Verschwörung verurteilt. 2014 explodierten an der anglikanischen Kirche in Stonetown und in einem Café nahe dem Hafen zwei Bomben. Offiziellen Angaben zufolge gab es dabei keinerlei Verletzte, Augenzeugen berichteten aber von mindestens einem Verwundeten. Führende Uamsho-Mitglieder waren auch im Jahr 2021 noch in Haft, unter ihnen Scheich Farid Ahmed. Im Mai 2021 wurden 14 von 25 Anklagepunkten fallengelassen. Grund hierfür war, dass die Gerichte in der tansanischen Hauptstadt Dar es Salaam nicht für die Verurteilung von Straftaten auf Sansibar verantwortlich sind.

## Bildungssystem

### Die britische Protektoratszeit
Eine der prägendsten Figuren der islamischen Gelehrsamkeit in der Protektoratszeit war ʿAbdallāh Bā Kathīr al-Kindī (1859–1925). Er gründete eine Madrasa, die als führend in Ostafrika galt. Sein Sohn Abū Bakr übernahm die Lehrtätigkeit seines Vaters an der Gofu-Moschee, bis er selbst im Jahr 1943 verstarb. Seine Schule wird als diejenige mit der höchsten Unterrichtsqualität in Ostafrika beschrieben. An ihr studierten die Schüler neben dem Koran auch Hadithe und grundlegende islamische Wissenschaften wie die Koranexegese, den Fiqh und lernten die arabische Grammatik kennen. Zuvor gab es für die Schüler lediglich eine grundlegende Bildung, die neben dem Koran auch Adab vermittelte. Die Schüler lernten dabei nach dem Morgengebet und nach einer Mittagspause noch einmal bis zum ʿAsr-Gebet. Abendunterricht gab es lediglich in Form von Lektüreübungen für ältere Schüler.
1905 wurde mit der Government Central School die erste Schule seitens der Briten eröffnet. Neben einer islamischen Grundausbildung wurden auch Fähigkeiten gelehrt, die den Schülern später Möglichkeiten gaben, für die Verwaltung zu arbeiten. 1908 wurde ein Department of Education gegründet, welches sich mit dem Aufbau eines staatlichen Bildungssystems beschäftigte und die lateinische Schrift als Unterrichtsschrift einführte. Die bestehenden Koranschulen blieben weiterhin außerhalb dieses Systems bestehen und waren in ihrer Anzahl den Briten unbekannt. Die Regierungsschulen waren allerdings innerhalb der Bevölkerung nicht unbedingt angesehen, weshalb sich viele Eltern weigerten, ihre Kinder dort unterrichten zu lassen, unter anderem aufgrund der Sorge, dass ihre Kinder nach dem Schulbesuch zum Christentum konvertieren könnten. Seitens der Verwaltung wurde versucht, Teile der Koranschulen in das staatliche Bildungssystem zu integrieren, indem ihre Lehrer an die Schule angegliedert wurden und bei der Erstellung des Schulcurriculums mitwirkten. Daraufhin war ab den 1940er-Jahren ein starker Anstieg der Schülerzahlen zu beobachten. Der rein religiöse Unterricht in den Koranschulen wurde deshalb auf den Nachmittag und den Abend verlegt.
1948 wurde erstmals der Plan für die Gründung einer höheren islamischen Akademie vorgestellt. Er wurde im September 1952 mit der Eröffnung der Muslim Academy umgesetzt. Neben dem Koran wurden hier auch die arabische Sprache sowie verschiedene islamische Wissenschaften wie Fiqh, Tafsīr und Sufik gelehrt. Zudem gab es Englisch- und Sportunterricht. Eine Zugangsvoraussetzung, die viele Bewerber nicht vorweisen konnten, waren Arabischvorkenntnisse. Fünf Jahre sollten die Schüler jeweils diese Akademie besuchen. Eine Kommission, bestehend aus den führenden ʿUlamā', einem Vertreter der Kolonialverwaltung und Abeid Amani Karume, dem späteren ersten Präsidenten des postrevolutionären Sansibars, als Vertreter der African Association, entschied über die Aufnahme der Schüler in die Akademie.
Die Akademie erarbeitete sich in den 1950er Jahren einen hohen Ruf in der ostafrikanisch-islamischen Welt. Geplant war, dass die Muslim Academy ein religiöses Gegengewicht zur Makerere-Universität in Uganda bilden sollte. Ein Problem dabei war, dass nicht genügend qualifizierte arabischsprachige Lehrer vorhanden waren, da alle Kurse an dieser Akademie auf Arabisch gehalten wurden. Die ersten Absolventen der Akademie gingen anschließend für ihre weitere Ausbildung nach Kairo zur al-Azhar-Universität. Ägypten erklärte sich zu einer finanziellen Unterstützung für die Muslim Academy bereit. Zur gleichen Zeit wurden auch ibaditische Gelehrte in die Muslim Academy eingeladen und im März 1962, nach einer längeren Diskussion über den passenden Lehrer, Saʿīd bin Muhammad al-Kindī zum ibaditischen Lehrer der Akademie ernannt. 1965 wurde die Muslim Academy im Zusammenhang mit der Revolution geschlossen.

### Seit der Revolution
Nach der Revolution 1964 wurde das Schulwesen deutlich verändert. Sansibars erster Präsident Abeid Amani Karume verfolgte das Ziel einer „Afrikanisierung“ des Schulsystems und verfügte, dass ab 1965 nur noch 5 % der Schüler an Sekundarschulen einen arabischen Ursprung haben durften, 90 % mussten einen afrikanischen Ursprung vorweisen. Religion spielte von nun an keine Rolle mehr, das Fach wurde in den staatlichen Schulen durch Politik ersetzt, nichtstaatliche Schulen wurden geschlossen. Koranschulen blieben allerdings bestehen. 1967 wurden alle Koranschullehrer ihres Amtes im öffentlichen Schulwesen enthoben. Durch die kostenlose Schulbildung nach der Revolution stiegen die Schülerzahlen deutlich an. Dies führte dazu, dass bis heute fast alle Kinder eine Grundschulbildung genießen und auch die Zahl der Sekundarschüler stetig zunimmt. Weil die Kapazität der Schulgebäude der steigenden Anzahl an Schülern nicht mehr gerecht werden konnte, wurde in den 1970er Jahren der Unterricht in Vormittags- und Nachmittagsgruppen eingeteilt. Zudem wurden die Unterrichtsstunden auf 35 Minuten verkürzt. Dies führte dazu, dass auch die Koranschulen neuen Zulauf verzeichnen konnten, da entsprechend der jeweiligen Gruppe die Kinder nun am Vor- oder Nachmittag Zeit für den Besuch der Koranschulen hatten. Seit den 1990er Jahren werden private Koranschulen ebenso wie andere private Schulen aufgrund der steigenden Schülerzahlen wieder staatlich anerkannt. Die Religionsschulen sind heutzutage den staatlichen Schulen ähnlich. Beide folgen dem 35-Minuten-Rhythmus und auch in den Religionsschulen ist eine normale Klassenraumatmosphäre zu spüren. Die Schüler lernen nicht mehr individuell, sondern zentral vorgegeben, wobei jede Stunde einen neuen Lehrinhalt hat. Diese neuen Religionsschulen sind häufig nicht mehr an Moscheen angebunden.
Zwei der drei Universitäten auf Sansibar sind heute wieder islamisch geprägt und erhalten finanzielle Unterstützung von Privatpersonen aus Kuwait und Saudi-Arabien. Ihre Lehrpersonen stammen unter anderem aus dem Sudan und Pakistan.
1972 veranlasste Präsident Karume wenige Wochen vor seiner Ermordung die Neugründung der Muslim Academy unter dem Namen Chuo Cha Kiislamu (CCK). Die CCK wurde erneut Zentrum für die Lehrerausbildung in Sansibar. Auch Mädchen besuchten die Schule, die von nun an neben der islamischen und arabischen Ausbildung auch Wirtschafts- und Handelsfächer beinhaltete. Zudem wurden Naturwissenschaften, Swahili und Politik sowie Geographie ins Curriculum aufgenommen. Zwischen der CCK und den nach der Revolution verbliebenen sansibarischen Islam-Gelehrten entstanden Kooperationen. Außerdem war eine Zusammenarbeit mit Schulen in der gesamten arabisch-islamischen Welt geplant. In den 1990er Jahren schlossen viele neue Gelehrte ihre Ausbildung an der CCK ab. Dies führte dazu, dass viele Absolventen keinen Platz mehr an den staatlichen Schulen fanden und eigene Madrasa-Schulen gründeten. Bis zu ihrer Schließung im Jahr 2007 war die CCK zwar staatlich registriert, aber nicht staatlich finanziert. Lediglich die Gehälter wurden seitens des Staats übernommen. Außerdem waren die Abschlusszeugnisse denjenigen der staatlichen Schulen gleichgestellt.

## Waqf - das islamische Stiftungswesen

### Bis zum britischen Protektorat

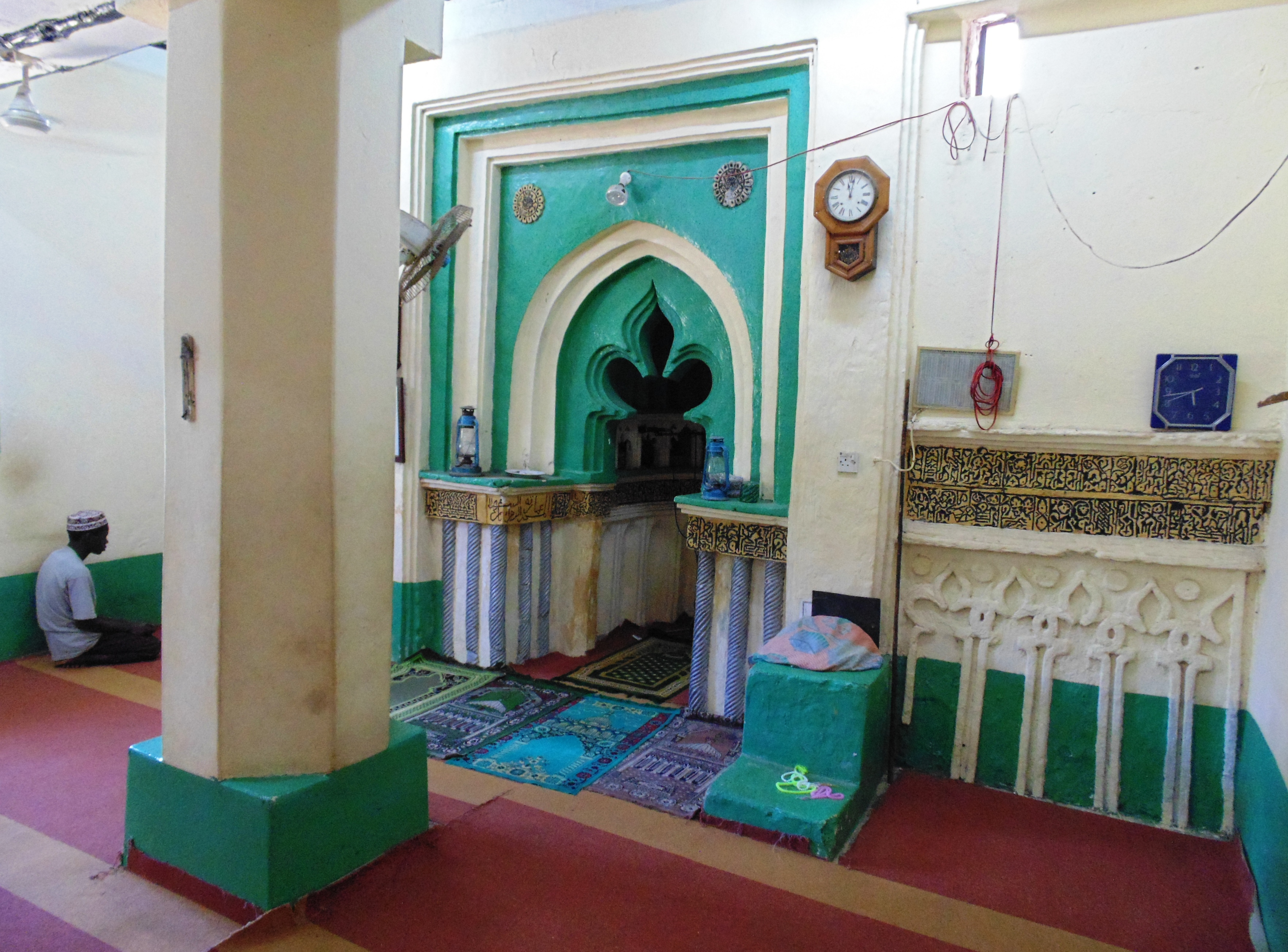
Die Kizimkazi-Moschee wird als die älteste Moschee auf der Hauptinsel Unguja beschrieben. Sie wurde um 1107 eröffnet.

Es ist nicht gesichert, seit wann Waqf-Stiftungen auf Sansibar existieren. Erste Moscheen in Ostafrika sind seit dem 8. Jahrhundert bekannt. Die älteste existierende Moschee auf Unguja, der sansibarischen Hauptinsel, stammt aus dem Jahr 1107 und liegt im Süden, nahe der Gemeinde Kizimkazi. In der Literatur wird vermutet, dass es sich hierbei um die ersten Stiftungen auf Sansibar handeln könnte. Feste Beweise dafür gibt es nicht. Bis zur Zeit des sansibarischen Sultanats war mit der Kitongo-Praxis eine dem Waqf ähnliche Institution auf Sansibar verbreitet. Familien besaßen ein Stück Land, welches unveräußerlich war, als Grabstätte diente und den nachkommenden Generationen vererbt wurde. Forschern wurde von Einheimischen erklärt, dass „Kitongo wie Waqf“ sei. Ob Kitongo durch die islamische Stiftungspraxis beeinflusst wurde, oder ob umgekehrt die Kitongo-Praxis die Einführung des Prinzips der frommen Stiftungen auf Sansibar vereinfachte, bleibt ungeklärt. Nachdem Sultan Saʿīd ibn Sultān die Hauptstadt seines Sultanats nach Sansibar verlegte, waren Stiftungsgelände weit verbreitet. 1921 soll fast ein Drittel Stonetowns aus Grabflächen bestanden haben, die größtenteils auf Waqf-Gelände errichtet wurden.
Die meisten Stiftungen waren Häuser und Shambas (Farmen). Außerdem wurden sie als Friedhöfe und Landbesitz genutzt, auf dem Klienten bauen durften. Die Stiftungen erfolgten mehrheitlich durch omanische Ibaditen und in geringerem Ausmaß auch durch Schafiiten, indischstämmige Hanafiten, Ismailiten und Anhänger der Zwölfer-Schia stifteten dagegen weniger. Die Bū-Saʿīd-Dynastie als Herrscherfamilie spielte im Stiftungswesen, im Gegensatz zu anderen islamischen Königshäusern in ihren Herrschaftsgebieten, keine große Rolle. Lediglich vom dritten Sultan Barghasch ibn Said ist bekannt, dass er eine Reihe ibaditischer Rechtswerke drucken ließ und als Waqf zur Nutzung durch die Öffentlichkeit stiftete. Die Stiftungen konnten relativ frei handeln. Sie wurden autonom verwaltet, während Sultan oder Qādī nur äußerst selten in innere Angelegenheiten des Waqfs eingriffen. In der Literatur wird von vier Fällen gesprochen, in denen es passierte – die Gründe hierfür sind unklar. Einmal soll es sich um eine politische Vergeltung gehandelt haben. Auch Frauen agierten als Stiftungsverwalterinnen.
Ahmad ibn Sumait, auf den im Abschnitt zu den auf Sansibar vorhandenen Rechtsschulen noch einmal eingegangen wird, unterschied zwischen privatem (oder spezifischem) und öffentlichem (oder allgemeinem) Waqf. Als öffentlichen Waqf verstand er eine Stiftung, die jedem Muslim, und nicht nur speziellen Gruppen, nutzbar gemacht wird. Auf Sansibar waren dies vor allem Grundstücke, auf denen Nichtgrundbesitzer kostenlosen Baugrund erhielten. Als privaten Waqf bezeichnete er das, was einzelnen Personen und ihren Familien oder Moscheen zugutekam. Dabei gab es Stiftungen, die zur Instandhaltung der Moscheen, die häufig vom Stifter erbaut wurden, gedacht waren und als weiter verbreitete Form Waqf, welches für die Kinder und die weiteren Nachfolgegenerationen gestiftet wurde. Hiervon profitierten auch freigelassene Sklaven und Nebenfrauen. Der Stiftungsgrund spielte im Alltag oft keine wirkliche Rolle, er wurde regelmäßig übergangen. Das Waqf-Land wurde vor allem als Familienressource gestiftet, um eine von einem Familienmitglied erbaute Moschee – die gleichzeitig den Status der Familie in der sansibarischen Gesellschaft erhöhte – zu unterhalten oder Klienten, also Personen, die finanziell vom Stifter abhängig waren, und Sklaven zu finanzieren. Es wird zudem angenommen, dass Stifter andere Zwecke auch deshalb angaben, da nach islamischer Rechtstradition Sklaven kein Eigentum besitzen dürfen und Klienten nicht als Kategorie im islamischen Recht vorhanden sind. Hierfür müssten jeweils die einzelnen Individuen benannt werden. Norbert Oberauer erklärt, dass diese Anwendung der Stiftungen als pragmatische Anpassung an die sansibarische Realität zu verstehen ist. Andernfalls hätten die „sozialen Verantwortlichkeiten“ kaum realistisch umgesetzt werden können.
Durch die Stiftungspraxis gibt es eine Vielzahl kleiner Moscheen in Stonetown. 1914 waren mindestens 40 Moscheen registriert, was als Zeichen der dezentralen Struktur des Sultanats interpretiert werden kann. Die Moscheen galten als Statussymbol des Erbauers. Häufig stammten die Erbauer aus wichtigen Familien, die auch das jeweilige Viertel, in dem die Moschee gebaut wurde, dominierten.

### Britische Waqf-Verwaltung
Sansibar wurde ab 1890 britisch kontrolliert, und alle Waqf-Stiftungen mussten von nun an einer neugegründeten Behörde Rechenschaft ablegen. Dafür wurde ihre Struktur dem neuen Regierungsapparat angepasst. Bei Stiftungen wurde fortan zwischen Familien-Waqf und Moschee- bzw. wohltätigem Waqf unterschieden. Letzterer diente allein zur Finanzierung der Moscheeinfrastrukturen, Familien-Waqf nur noch der Familie des Stifters. Damit verfiel auch die Möglichkeit, Sozialschwache mithilfe eines Waqfs zu unterstützen. 1904 ordnete die britische Kolonialverwaltung die Registrierung aller Stiftungen beim First Minister A. S. Rogers an, der faktisch nach dem Generalkonsul als zweiter Mann im Staat gesehen werden konnte. Offiziell diente er dem Sultan allerdings lediglich als Minister.
1905 wurde erstmals der „Wakf Property Decree“ veröffentlicht, welcher im Laufe der Zeit einige Mal verändert wurde. 1907 wurde er in erneuter Fassung herausgegeben. Das Dekret ordnete die Gründung einer Waqf-Kommission sowohl für die Hauptinsel Unguja als auch für die Nebeninsel Pemba an. Beide Kommissionen bestanden jeweils aus drei Personen, einem britischen Beamten sowie jeweils einem schafiitischen Qādī, der die Bevölkerungsmehrheit repräsentierte, und einem ibaditischen Qādī, der die größtenteils omanischstämmige Stiftergruppe repräsentieren sollte. Bereits 1909 wurden beide Kommissionen vereint. Die Mitglieder wurden durch den Sultan ernannt, allerdings auf Vorschlag des First Ministers. Sie durften die Buchhaltungen der Stiftungen kontrollieren und mussten jegliche Änderungen der einzelnen Auqāf absegnen. Im Falle eines fehlenden rechtmäßigen Stiftungsverwalters übernahm die Kommission dessen Aufgabe. Sie musste allerdings im Sinne des Stifters verwalten. Zudem ordnete das Dekret an, dass übriggebliebene Erträge nach Zweckerfüllung oder im Falle ihrer Unmöglichkeit karitativen Zwecken im Sinne der Muslime zugeführt werden sollten. Grundsätzlich bestand die Möglichkeit, gegen Entscheidungen der Kommission gerichtlich vorzugehen. Auch diese höheren Gerichte setzten sich wiederum aus einem britischen Richter sowie zwei ihm beratend zur Seite stehenden Qādīs beider Rechtsschulen zusammen. Dies ermöglichte die Anwendung der Rechtsprechung der jeweiligen Rechtsschule, wenn beide Streitparteien der gleichen angehörten, sofern es nicht schon durch Dekret geregelt wurde. Sollten die Parteien unterschiedlichen Rechtsschulen angehören, wandte das Gericht die Regeln desjenigen Madhhab an, der ihm in dem jeweiligen Fall am gerechtesten erschien.
Grundsätzlich ist der Verkauf von Waqf islamrechtlich nur unter bestimmten Ausnahmeregelungen möglich. Erlaubt ist, das jeweilige Stiftungsgut zu verkaufen, um ihrem Stiftungszweck an einem anderen Ort nachzukommen. Dazu werden die Erlöse des Verkaufs in den Erwerb eines neuen Objekts investiert, mit dem dann wieder der Stiftungszweck umgesetzt werden kann. Das Dekret gab der sansibarischen Waqf-Kommission allerdings die im Widerspruch zur traditionellen islamischen Rechtsprechung stehende Möglichkeit, Waqf zu verkaufen. Der Erlös aus dem Stiftungsverkauf musste dann einem anderen gemeinnützigen Zweck zugeführt werden. Dies durfte dann vollzogen werden, wenn die Stiftung ihren Zweck nicht sinnvoll erfüllen konnte. Mit dieser Einschränkung, die großen Interpretationsspielraum gab, hatte die Waqf-Kommission quasi freie Hand. Die weiten Möglichkeiten wurden von der Kommission allerdings nicht in missbräuchlicher Art und Weise genutzt. Vielmehr erklärte der ranghöchste britische Kolonialbeamte, dass sich die Muslime in diesen ihre Religion betreffenden Fragen nicht übergangen fühlen dürften. Dennoch gab es im Laufe der Jahrzehnte einzelne Stiftungsverkäufe, unter anderem im Jahr 1947 sogar nach Vorschlag von Qādī ʿUmar ibn Sumait, der Nutznießer der betreffenden Stiftung war. Norbert Oberauer vermutet, dass es Absprachen zwischen der britischen Verwaltung und den Muslimen gab und beide Seiten bei Waqf-Verkäufen für Zugeständnisse bereit gewesen sein könnten.

### Seit der Revolution
Auch die sozialistische Regierung erkannte die Bedeutung der Stiftungen an. Dennoch wird von Missmanagement berichtet, viele Stiftungen kämpften mit großen Problemen. 1980 wurde die Neugründung der Waqf and Trust Property Commission veranlasst. Ihre Aufgaben sind unter anderem die Verwaltung der Waqf-Grundstücke, die Koordinierung sansibarischer Pilger während der Haddsch und die Verteilung der Zakāt. Der sansibarische Mufti wirkt als Vorsitzender dieser Kommission. Durch finanzielle Probleme sind viele Stiftungsgelände in einem sehr schlechten Zustand, insbesondere aus Stonetown wird von baufälligen Gebäuden berichtet.

## Der islamische Festkalender

### Der Prophetengeburtstag
Der Prophetengeburtstag wird als einer der wichtigsten islamischen Festtage in Ostafrika beschrieben. Er wird als Maulidi begangen. Ende des 19. Jahrhunderts wurde der Ritus am Feiertag durch Zugereiste wie Habīb Sāliḥ verändert. Ein wichtiger Teil war von nun an das gemeinsame und öffentliche Musizieren und Singen. Diese Gesänge und Rezitationen wurden vermehrt auch auf Swahili durchgeführt. Zuvor wurde der Prophetengeburtstag lediglich im kleinen Rahmen im privaten Raum zelebriert. Nach dem Ersten Weltkrieg institutionalisierte die britische Kolonialmacht die Feierlichkeiten, die im südlichen Bereich Stonetowns in Mnazi Moja als Massenveranstaltung ausgerichtet wurden. Da das Ritual enorme Popularität erfuhr und auch zu privaten Anlässen durchgeführt wird, wurde seine Begehung in den 1940er Jahren Teil des öffentlichen Schulcurriculums. Besonders talentierte Schüler wurden zur Präsentation ihrer Fähigkeiten in den Palast geladen. In der Literatur wird für die Maulidi-Feierlichkeiten eine besondere Stimmung beschrieben. Die Wege zur jeweiligen Freitagsmoschee werden mit Öllampen beleuchtet, und vor der Moschee finden Koranrezitationen und Ansprachen statt. Nach Mitternacht verteilen sich die Festlichkeiten in die gesamte Nachbarschaft, und die einzelnen Sufi-Orden üben ihre Aktivitäten an verschiedenen Plätzen aus, zwischen denen die Menschen umherwandern. Eine besondere Rolle spielen hierbei auch Frauenchöre, die im Zusammenhang mit dem Maulidi ya Barzanjii im Rahmen des Dufu-Tanzes, eines traditionellen Tanzes, der speziell während der Maulidi-Feierlichkeiten zelebriert wird, verschiedene Qasīden musikalisch darbieten. Schülerinnen lernen diesen Tanz obligatorisch in der Schule.

### Diskussionen über die Mondsichtung
Seit den 1980er Jahren wird auf Sansibar das Problem der Mondsichtung diskutiert. Diese ist insofern wichtig, als dass es sich beim islamischen Kalender um einen Lunarkalender handelt und sich die Datierung der islamischen Feiertage somit an der Sichtung der Mondsichel orientiert. Der von der Regierung eingesetzte Mufti, der deshalb von vielen Sansibaris eher als politischer Vertreter eingestuft wird, legte in dieser Debatte Wert auf die Eigenständigkeit der sansibarischen ʿUlamā'. Gleichzeitig forderten muslimische Aktivisten, dass sich Sansibar anderen Ländern Ostafrikas, unter anderem dem tansanischen Festland, anschließen und der Mekka-Zeit folgen sollte. 2001 wurden führende Mitglieder einer Gruppierung verhaftet, die den Beginn des Ramadans einen Tag vor dem staatlich angekündigten Anfang zelebrierten. 2003 kam es aufgrund der Aussage des Muftis, dass alle einen großen Fehler machen würden, die sich nicht an die genauen staatlichen Vorgaben hielten, zu Protesten. Der Staat reagierte mit dem Einsatz militärischer Streitkräfte und Gewaltausbrüchen gegen die Protestierenden. Als Reaktion auf diese Gewaltausübung erlaubte der Mufti der Opposition, an anderen Tagen den Beginn des Ramadans zu zelebrieren, allerdings auf den Innenbereich ihrer Moscheen beschränkt. Auch in den Folgejahren gab es noch Diskussionen darüber, es wurden Gruppen verboten und Führungspersönlichkeiten verhaftet und es kam zu weiteren gewaltsamen Zusammenstößen.

### Tarāwīh-Gebete
Die Tarāwīh-Gebete im islamischen Fastenmonat Ramadan werden von sansibarischen Ibaditen deutlich kürzer gehalten als von Sunniten. Dies hat dazu geführt, dass sich schafiitische Muslime in jüngerer Vergangenheit teilweise ebenfalls in die ibaditischen Moscheen zur Absolvierung begeben, mit dem Argument, dass die Gebete dort „kurz und gradlinig“ vollzogen werden.